# Liste der Einträge im National Register of Historic Places in Medford (Massachusetts)

Lage des Middlesex County in Massachusetts

Die Liste der Einträge im National Register of Historic Places in Medford in Massachusetts führt alle Bauwerke, National Historic Landmarks und Historic Districts in Medford auf, die in das National Register of Historic Places aufgenommen wurden.
Die vorliegende Liste wurde aufgrund der Vielzahl an Einträgen in Medford ausgelagert und ist integraler Bestandteil der Liste der Einträge im National Register of Historic Places im Middlesex County.

## Legende
| NRHP | Historic Place    |
| HD   | Historic District |
| NHL  | Historic Landmark |

## Aktuelle Einträge
| [ 2 ] | Name                                                | Bild                                                | Eintragsdatum                 | Lage                                                                                | Ort     | Beschreibung                                                                                                   |
| ----- | --------------------------------------------------- | --------------------------------------------------- | ----------------------------- | ----------------------------------------------------------------------------------- | ------- | --- |
| 1     | Albree-Hall-Lawrence House                          | Albree-Hall-Lawrence House                          | 30. Apr. 1976 ID-Nr. 76000256 | 353 Lawrence Rd. 42° 25′ 29″ N, 71° 7′ 12″ W                                        | Medford | |
| 2     | John B. Angier House                                | John B. Angier House                                | 23. Apr. 1975 ID-Nr. 75000267 | 129 High St. 42° 25′ 12″ N, 71° 6′ 54″ W                                            | Medford | |
| 3     | Bigelow Block                                       | Bigelow Block                                       | 24. Feb. 1975 ID-Nr. 75000268 | 42° 25′ 6″ N, 71° 6′ 36″ W                                                          | Medford | |
| 4     | Charles Brooks House                                | Charles Brooks House                                | 18. Juni 1975 ID-Nr. 75000269 | 309 High St. 42° 25′ 18″ N, 71° 7′ 28″ W                                            | Medford | |
| 5     | Jonathan Brooks House                               | Jonathan Brooks House                               | 26. Juni 1975 ID-Nr. 75000270 | 2 Woburn St. 42° 25′ 18″ N, 71° 7′ 26″ W                                            | Medford | |
| 6     | Shepherd Brooks Estate                              | Shepherd Brooks Estate                              | 21. Apr. 1975 ID-Nr. 75000271 | 275 Grove St. 42° 26′ 0″ N, 71° 8′ 22″ W                                            | Medford | |
| 7     | Paul Curtis House                                   | Paul Curtis House                                   | 6. Mai 1975 ID-Nr. 75000272   | 114 South St. 42° 25′ 2″ N, 71° 7′ 1″ W                                             | Medford | |
| 8     | Fells Connector Parkways                            | Fells Connector Parkways                            | 9. Mai 2003 ID-Nr. 03000379   | 42° 26′ 40″ N, 71° 4′ 45″ W                                                         | Medford | |
| 9     | George P. Fernald House                             | George P. Fernald House                             | 30. Apr. 1976 ID-Nr. 76000258 | 12 Rock Hill St. 42° 25′ 14″ N, 71° 7′ 23″ W                                        | Medford | |
| 10    | Jonathan Fletcher House                             | Jonathan Fletcher House                             | 23. Juni 1975 ID-Nr. 75000274 | 283 High St. 42° 25′ 18″ N, 71° 7′ 23″ W                                            | Medford | |
| 11    | Grace Episcopal Church                              | Grace Episcopal Church                              | 3. Nov. 1972 ID-Nr. 72000139  | 160 High St. 42° 25′ 12″ N, 71° 7′ 0″ W                                             | Medford | |
| 12    | Isaac Hall House                                    | Isaac Hall House                                    | 16. Apr. 1975 ID-Nr. 75000275 | 43 High St. 42° 25′ 7″ N, 71° 6′ 41″ W                                              | Medford | |
| 13    | Hillside Avenue Historic District                   | Hillside Avenue Historic District                   | 21. Apr. 1975 ID-Nr. 75000276 | 42° 25′ 13″ N, 71° 6′ 46″ W                                                         | Medford | |
| 14    | Lawrence Light Guard Armory                         | Lawrence Light Guard Armory                         | 10. März 1975 ID-Nr. 75000277 | 90 High St. 42° 25′ 7″ N, 71° 6′ 47″ W                                              | Medford | |
| 15    | Joseph K. Manning House                             | Joseph K. Manning House                             | 7. Apr. 1989 ID-Nr. 88000712  | 35–37 Forest St. 42° 25′ 11″ N, 71° 6′ 37″ W                                        | Medford | |
| 16    | John H. McGill House                                | John H. McGill House                                | 9. Apr. 1980 ID-Nr. 80000640  | 56 Vernon St. 42° 25′ 28″ N, 71° 7′ 41″ W                                           | Medford | |
| 17    | Medford Pipe Bridge                                 | Medford Pipe Bridge                                 | 18. Jan. 1990 ID-Nr. 89002253 | Führt über den Mystic River. 42° 25′ 6″ N, 71° 6′ 44″ W                             | Medford | |
| 18    | Middlesex Canal Historic and Archeological District | Middlesex Canal Historic and Archeological District | 19. Nov. 2009 ID-Nr. 09000936 | Entlang des historischen Verlaufs des Middlesex Canal. 42° 25′ 3″ N, 71° 7′ 50,2″ W | Medford | |
| 19    | Middlesex Fells Reservation Parkways                | Middlesex Fells Reservation Parkways                | 4. Feb. 2003 ID-Nr. 02001749  | 42° 26′ 43″ N, 71° 6′ 10″ W                                                         | Medford | |
| 20    | Middlesex Fells Reservoirs Historic District        | Middlesex Fells Reservoirs Historic District        | 18. Jan. 1990 ID-Nr. 89002249 | 42° 27′ 18″ N, 71° 5′ 43″ W                                                         | Medford | |
| 21    | Mystic Dam                                          | Mystic Dam                                          | 18. Jan. 1990 ID-Nr. 89002282 | Trennt den Lower und Upper Mystic Lake voneinander 42° 25′ 50″ N, 71° 8′ 56″ W      | Medford | Erstreckt sich zwischen Medford und Arlington; im Register unzutreffend als in Winchester liegend eingetragen. |
| 22    | Mystic Gatehouse                                    | Mystic Gatehouse                                    | 18. Jan. 1990 ID-Nr. 89002284 | 42° 25′ 52″ N, 71° 8′ 52″ W                                                         | Medford | Im Register unzutreffend als in Winchester liegend eingetragen.                                                |
| 23    | Mystic Valley Parkway                               | Mystic Valley Parkway                               | 18. Jan. 2006 ID-Nr. 05001529 | Mystic Valley Parkway 42° 25′ 47″ N, 71° 7′ 49″ W                                   | Medford | |
| 24    | Edward Oakes House                                  | Edward Oakes House                                  | 9. Apr. 1980 ID-Nr. 80000639  | 5 Sylvia Rd. 42° 24′ 43″ N, 71° 6′ 39″ W                                            | Medford | |
| 25    | Old Medford High School                             | Old Medford High School                             | 6. Okt. 1983 ID-Nr. 83004068  | 22-24 Forest St. 42° 25′ 15″ N, 71° 6′ 32″ W                                        | Medford | |
| 26    | Old Ship Street Historic District                   | Old Ship Street Historic District                   | 14. Apr. 1975 ID-Nr. 75000279 | 42° 24′ 59″ N, 71° 6′ 6″ W                                                          | Medford | |
| 27    | Park Street Railroad Station                        | weitere Bilder                                      | 21. Apr. 1975 ID-Nr. 75000280 | 20 Magoun Ave. 42° 24′ 59″ N, 71° 5′ 55″ W                                          | Medford | |
| 28    | Richard Pinkham House                               | Richard Pinkham House                               | 16. Jan. 2008 ID-Nr. 07001399 | 24 Brooks Park 42° 24′ 43″ N, 71° 6′ 35″ W                                          | Medford | |
| 29    | Revere Beach Parkway                                | Revere Beach Parkway                                | 6. Dez. 2007 ID-Nr. 07001241  | 42° 24′ 15,8″ N, 71° 1′ 49,3″ W                                                     | Medford | Erstreckt sich bis nach Everett und Chelsea.                                                                   |
| 30    | Isaac Royall House                                  | weitere Bilder                                      | 15. Okt. 1966 ID-Nr. 66000786 | 15 George St. 42° 24′ 43″ N, 71° 6′ 44″ W                                           | Medford | |
| 31    | Salem Street Burying Ground                         | Salem Street Burying Ground                         | 27. Aug. 1981 ID-Nr. 81000115 | Medford Sq. 42° 25′ 5,4″ N, 71° 6′ 27,4″ W                                          | Medford | |
| 32    | Peter Tufts House                                   | Peter Tufts House                                   | 24. Nov. 1968 ID-Nr. 68000044 | 350 Riverside Ave. 42° 24′ 40″ N, 71° 5′ 39″ W                                      | Medford | |
| 33    | Unitarian Universalist Church and Parsonage         | Unitarian Universalist Church and Parsonage         | 21. Apr. 1975 ID-Nr. 75000281 | 141 und 147 High St. 42° 25′ 13″ N, 71° 6′ 55″ W                                    | Medford | |
| 34    | US Post Office-Medford Main                         | weitere Bilder                                      | 18. Juni 1986 ID-Nr. 86001346 | 20 Forest St. 42° 25′ 8″ N, 71° 6′ 36″ W                                            | Medford | |
| 35    | John Wade House                                     | John Wade House                                     | 18. Juni 1975 ID-Nr. 75000282 | 253 High St. 42° 25′ 15″ N, 71° 7′ 18″ W                                            | Medford | |
| 36    | Jonathan Wade House                                 | Jonathan Wade House                                 | 21. Apr. 1975 ID-Nr. 75000283 | 13 Bradlee Rd. 42° 25′ 8″ N, 71° 6′ 39″ W                                           | Medford | |